# Sotkajärvi (sjö i Egentliga Tavastland)
Sotkajärvi är en sjö i Finland. Den ligger i kommunerna Tavastehus och Hattula i landskapet Egentliga Tavastland, i den södra delen av landet, 100 km nordväst om huvudstaden Helsingfors. Sotkajärvi ligger 127,1 meter över havet. Arean är 2,11 kvadratkilometer och strandlinjen är 22,95 kilometer lång. Sjön  ingår i Kumo älvs huvudavrinningsområde.  I omgivningarna runt Sotkajärvi växer i huvudsak barrskog. I sjön finns ett stort antal små öar.